# Les Étoiles de midi
Pour plus de détails, voir Fiche technique et Distribution.
Les Étoiles de midi (Stars at noon dans sa version anglaise, Sterne über dem Montblanc dans sa version allemande) est un film réalisé et produit en 1958 par le réalisateur de films d'exploration et de montagne français Marcel Ichac, avec Jacques Ertaud pour réalisateur adjoint. Il est considéré comme le grand classique du cinéma de montagne.
Le film a compté dans sa petite équipe parmi les meilleurs alpinistes de sa génération : Lionel Terray, René Desmaison, Michel Vaucher.
La musique a été confiée au grand compositeur de musiques de films Maurice Jarre, qui travaillait ainsi pour son premier long métrage.
Le film a reçu en 1959 le grand prix du cinéma français, qui récompensait, avant d'être détrôné par les Césars, le meilleur film français de l'année.

## Synopsis
Les Étoiles de Midi relate plusieurs aventures, réellement vécues, d'alpinistes censés eux-mêmes soit les raconter à leurs compagnons de cordée, soit les vivre tout au long du film.

## Un film manifeste en faveur du cinéma de montagne
Les Étoiles de midi est considéré comme le chef-d'œuvre de Marcel Ichac et le film manifeste de sa théorie du cinéma de montagne : caméra mobile accompagnant les acteurs, cinéma vérité (une scène démonte d'ailleurs les systèmes de trucage avec un film dans le film ; histoires vraies ; acteurs professionnels de la montagne plus que du cinéma), etc. Ces conceptions ne furent pas sans influence sur les réalisateurs de la Nouvelle Vague - Éric Rohmer à l'époque a analysé le film dans les Cahiers du cinéma.
Premier long-métrage entièrement tourné en haute montagne, consacré à de véritables histoires d'alpinistes (la montagne ne devant pas être réduite à un rôle de décor destiné à dramatiser une intrigue extérieure), Les Étoiles de midi a rempli sa mission, rencontrant le succès en France et à l'étranger. Il reçut le grand prix du cinéma français en 1959. Il remporta la même année la médaille d'or du festival du film de montagne de Trente en Italie. Il est devenu le grand classique du cinéma de montagne.
Par son exigence absolue de la vérité, Les Étoiles de midi est un film pionnier d'un nouveau genre cinématographique :
– avec ce film, « Ichac avait inventé un genre : le docu-fiction » explique le réalisateur Jacques Ertaud ;
– pour François Lalande, « tourné sur le terrain au cours de l’été 1958, sans aucun moyen mécanique si l’on excepte le téléphérique de l’aiguille du Midi pour l’approche – la question de l’hélicoptère ne se posant même pas -, le film de référence du monde de l’alpinisme est caractérisé par le qualificatif de "cinéma vérité." » .
Le livre manifeste, et aussi livre de souvenirs, de Marcel Ichac, illustré de photos du film par Henry Leblanc et Jacques Ertaud, s'appelle Quand brillent les Étoiles de midi (1960).
Les étoiles de midi sont les étoiles que l'on aperçoit à midi par temps ensoleillé lorsque l'on est suffisamment haut en altitude, dit un personnage dans le film.

## Fiche technique
- Réalisateur : Marcel Ichac
- Réalisateur adjoint : Jacques Ertaud.
- Scénario et dialogues : Marcel Ichac et Gérard Herzog (alpiniste, frère de Maurice Herzog).
- Assistant : Daniel Absil.
- Photographie de plateau : Henri Leblanc
- Photographie : Georges Strouvé et René Vernadet.
- Musique : Maurice Jarre.
- Montage : Pierre Gillette.
- Production : Filmartic (Marcel Ichac), Les Films du Centaure (Paul de Roubaix), Les Requins associés (Jacques-Yves Cousteau). Directeur de la production : Fred Tavano.
- Sortie Paris : 17 février 1960 cinémas La Rotonde, et Biarritz.
- Affiche : Jacques Vaissier (France)

## Distribution
- Lionel Terray (alpiniste)
- René Desmaison (alpiniste)
- Michel Vaucher (alpiniste)
- Gérard Herzog
- Pierre Rousseau
- Roger Blin (acteur)
- Pierre Danny (acteur)
- Pierre Perret
- Maurice Claret
- René Collet
- Jean Favre
- Thérèse Ertaud

## Prix reçus par Les Étoiles de midi
- Le grand prix du cinéma français de l'année 1959,
- Grand prix de la ville de Trente, récompense absolue au Festival international du film de Montagne et d'Exploration 1959,
- Trophée Enrico Orlandi du Club alpin italien,
- Coupe du préfet de Belluno au festival du film sportif de Cortina d'Ampezzo,
- Film officiel sélectionné pour représenter la France au Festival international du film de Berlin 1959.